# Zacharias Herrmann
Zacharias Herrmann, v českých pramenech též Zachariáš Herrmann v jiných pramenech také Zacharias von Herrmann (22. dubna 1834 Milovany – 6. března 1896 Vídeň), byl rakouský a český stavitel a politik německé národnosti z Moravy, v 2. polovině 19. století poslanec Říšské rady.

## Biografie
Profesí byl inženýrem v Hranicích. Absolvoval technická studia ve Vídni. Pak v roce 1856 vstoupil do státních služeb. Ze státní služby vystoupil roku 1865. Jako civilní inženýr se podílel na výstavbě železnic v domovském regionu. Podílel se taky například na stavbě zeměbraneckých kasáren v Hranicích, budovaných koncem 19. století, nebo Jánského azylu v nynější Svatoplukově ulici.
Angažoval se i ve vysoké politice. Působil jako poslanec Říšské rady (celostátního parlamentu Předlitavska), kam usedl ve volbách roku 1879 za kurii městskou na Moravě, obvod Hranice, Lipník atd. Ve volebním období 1879–1885 se uvádí jako Zacharias Herrmann, civilní inženýr, bytem Hranice.
Do parlamentu nastoupil jako ústavověrný poslanec. Byl nezávislým kandidátem. Na Říšské radě se v říjnu 1879 uvádí jako člen staroněmeckého Klubu liberálů (Club der Liberalen).
V březnu 1896 se uvádí, že je vážně nemocen ve Vídni. Zemřel 6. března 1896 ve Vídni na vysílení poté, co přicestoval z Hranic.